# Lana Kedareswori
Lana Kedareswori (nep. लाना केदारेश्वर) – gaun wikas samiti w zachodniej części Nepalu w strefie Seti w dystrykcie Doti. Według nepalskiego spisu powszechnego z 2001 roku liczył on 576 gospodarstw domowych i 3661 mieszkańców (1767 kobiet i 1894 mężczyzn).